# Kusazōshi
Kusazôshi (草双紙) est un terme qui couvre divers genres de littérature illustrée imprimée grâce au procédé de gravure sur bois, populaire pendant la période japonaise d'Edo (1600-1868) et le  début de la période Meiji. Ces œuvres ont été publiées dans la ville d'Edo (actuel Tokyo).
Dans son sens le plus large, le terme « kusazôshi » inclut les genres d'akahon (en) (赤本), d'aohon (青本), de kurohon (黒本), de kibyōshi (黄表紙) et de gôkan (ja) (合巻) ; dans le sens étroit, il peut se référer uniquement au gôkan. Les kusazôshi appartiennent au groupe d'œuvres de fiction populaire connu sous le nom de gesaku (戯作).